# Nièvre (affluent de la Somme)
Pour les articles homonymes, voir Nièvre.
La Nièvre  est une rivière du département de la Somme, en région Hauts-de-France et un affluent de la rive droite de la Somme.

## Géographie

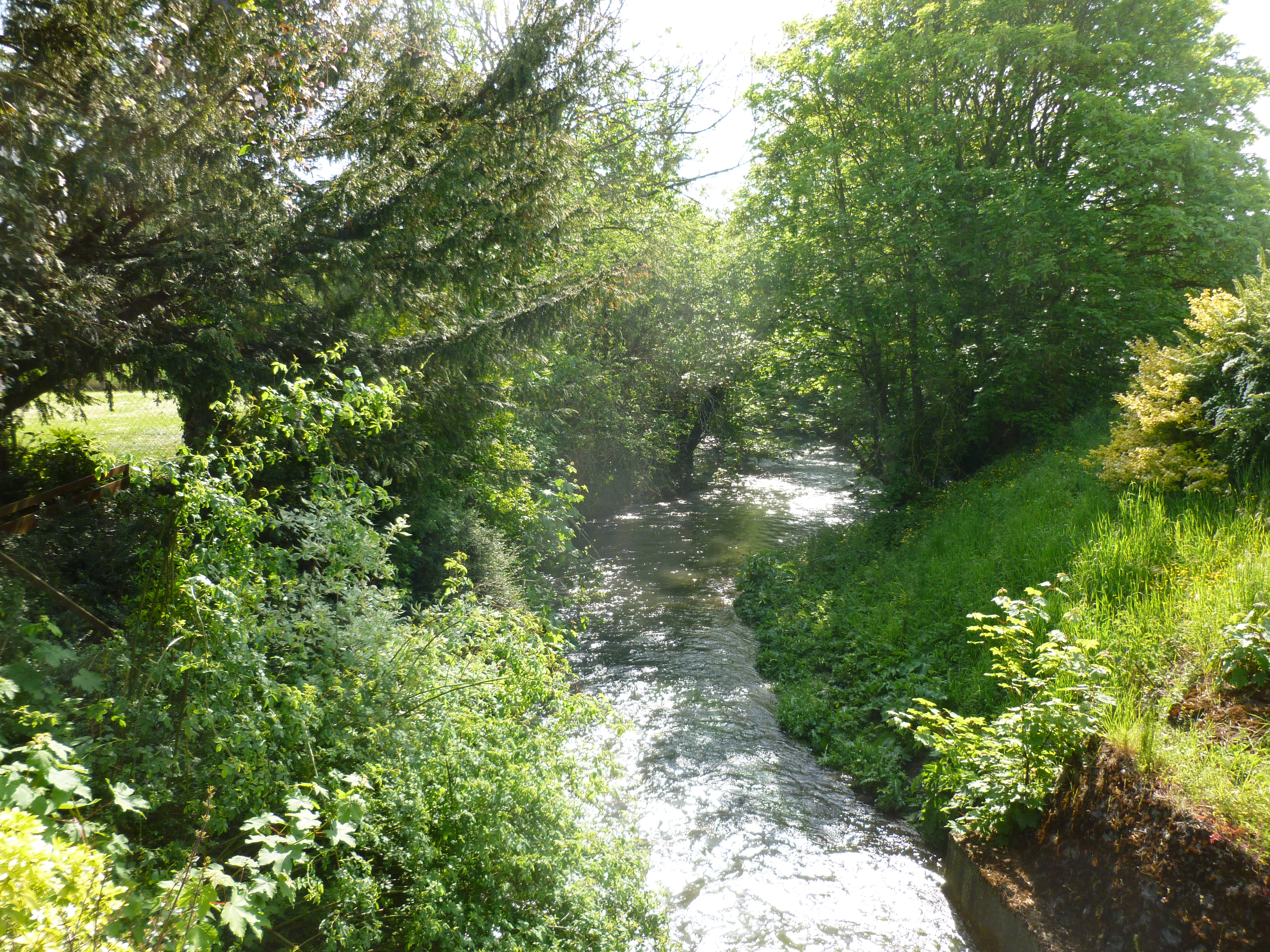
La Nièvre à Berteaucourt-les-Dames vue depuis la D12

Longue de 23 km, La Nièvre naît à Naours, dans le bois de Talmas et à moins d'un kilomètre des grottes de Naours, à l'altitude 74 mètres, et rassemble trois têtes de vallée à Canaples, dont celle de son premier affluent la Fieffe, 
Puis la Nièvre coule vers l'ouest - sud-ouest dans une vallée très peuplée et industrielle du Ponthieu où se tiennent notamment les communes de Saint-Ouen et Flixecourt. Elle reçoit en rive droite, les eaux de la Domart sur la commune de Berteaucourt-les-Dames.
Elle conflue en rive droite de la Somme entre les communes de Flixecourt et l'Etoile, à l'altitude 9 mètres.

### Communes et cantons traversées
La Nièvre traverse dans le seul département de la Somme les quatorze communes suivantes, dans le sens amont vers aval, Naours (source), Wargnies, Havernas, Halloy-lès-Pernois, Canaples, Pernois, Berteaucourt-les-Dames, Saint-Léger-lès-Domart, Saint-Ouen, Bettencourt-Saint-Ouen, Ville-le-Marclet, Flixecourt, L'Étoile, Condé-Folie (confluence).
Soit en termes de cantons, la Nièvre prend sa source dans le canton de Domart-en-Ponthieu, et traverse et conflue avec la Somme dans le canton de Picquigny.

### Toponymes
- La Fieffe a donné son hydronyme à la commune de Fieffes-Montrelet.
- La Domart a donné son hydronyme à deux communes Domart-en-Ponthieu et Saint-Léger-lès-Domart.

### Bassin versant
La Nièvre traverse une seule zone hydrographique « Canal de la Somme de l'écluse numéro 21 Labreilloire à l'écluse numéro 22 Long » (E645).
Le bassin versant de la Nièvre est de 272 km2. Les cours d'eau voisins sont, au nord l'Authie, à l'est l'Hallue, au sud la Somme, à l'ouest le Scardon.

### Organisme gestionnaire
L'organisme gestionnaire est le syndicat intercommunal d'assainissement de la vallée de la Nièvre, appuyé par l'AMEVA, le syndicat d'Aménagement et valorisation du bassin de la Somme et désormais EPTB depuis le 30 mai 2013. L'Ameva, le syndicat d'Aménagement et valorisation du bassin de la Somme, a finalisé depuis fin 2009 un plan de gestion de la Nièvre,.

## Affluents
La Nièvre a quatre tronçons affluents dont deux affluents:
- la Fieffe (rd[note 2]), 4,3 km de long[7], prend sa source à Fieffes-Montrelet et conflue à Canaples. Soit en termes de canton, prend sa source et conflue dans le canton de Domart-en-Ponthieu.
- la Domart (rd), 11,4 km de long[8], traversant les six communes de Berteaucourt-les-Dames, Domart-en-Ponthieu, Domesmont, Lanches-Saint-Hilaire, Ribeaucourt, et Saint-Léger-lès-Domart. Soit en termes de cantons, traverse les canton de Bernaville et canton de Domart-en-Ponthieu.

Géoportail et le Plan Départemental pour la Protection du milieu aquatique et la Gestion des ressources piscicoles de la Somme, concernant la Nièvre, signale aussi le ru du Becquet en rive gauche, de 2,8 km de long, sur les communes de Flixecourt (confluence), Bettencourt-Saint-Ouen (source).

### Rang de Strahler
Le rang de Strahler de la Nièvre est donc de deux.

## Hydrologie
La Nièvre a une largeur moyenne en eau de 1 à 5 mètres.
Son module ou débit moyen est de 2,37 m3/s, mais son étiage ou basses eaux n'est pas connu.
Son régime hydrologique est dit pluvial océanique.

## Aménagements et écologie
La Nièvre a une station qualité des eaux de surface à Flixecourt.

## Galerie

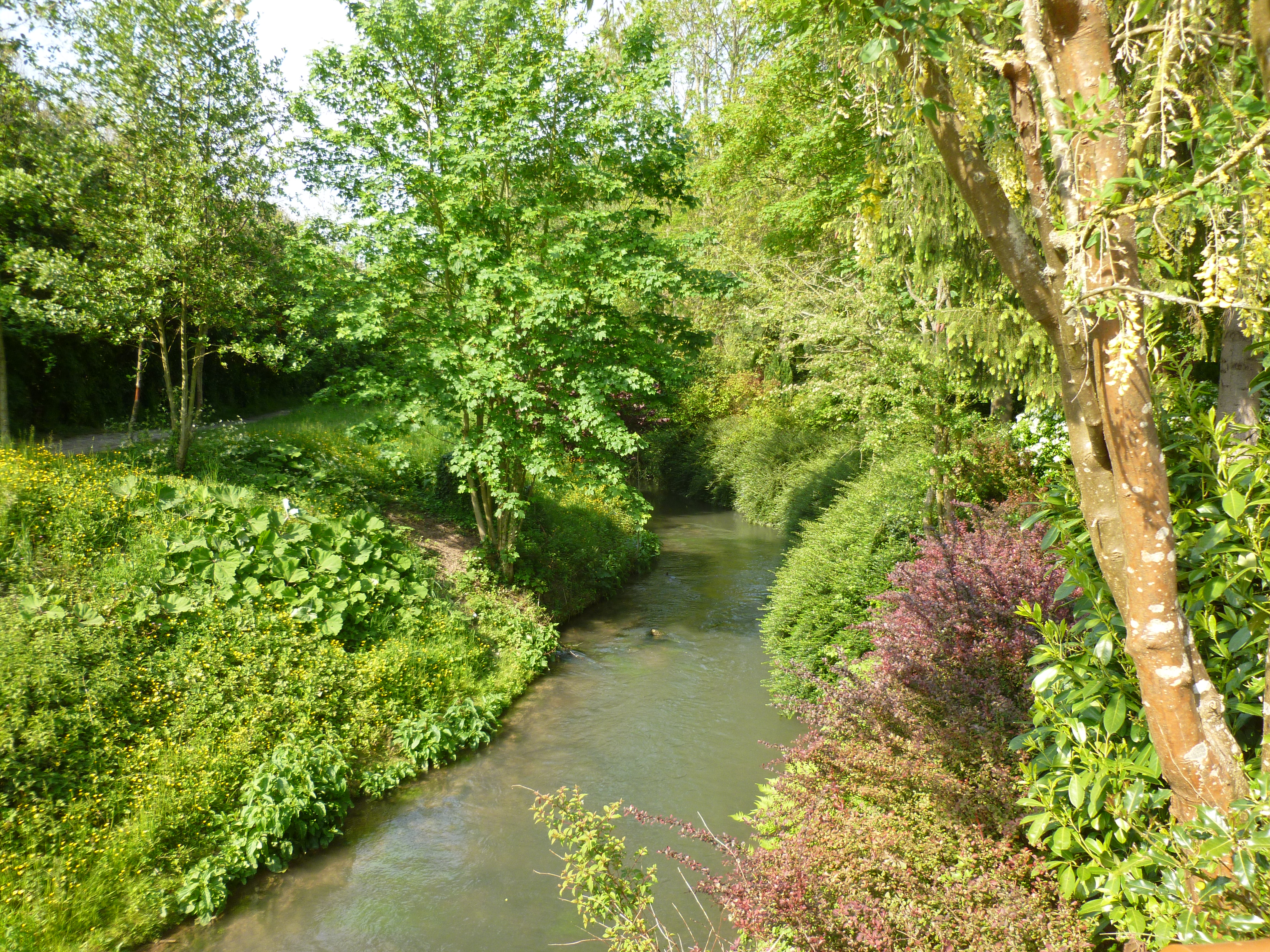
La Nièvre à Berteaucourt-les-Dames vue depuis la D 12.
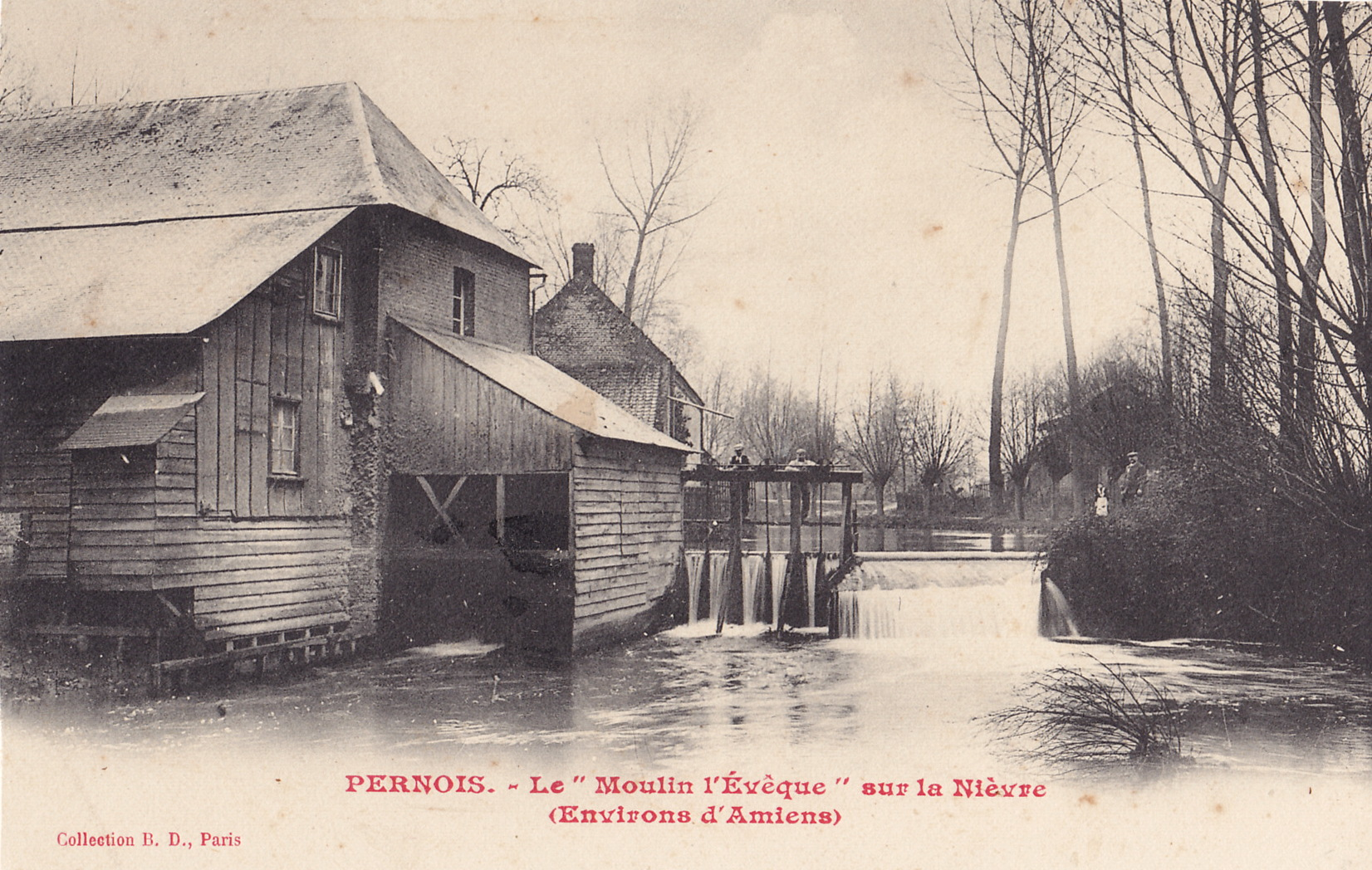
Le « Moulin l'Évêque » à Pernois, au début du XXe siècle.
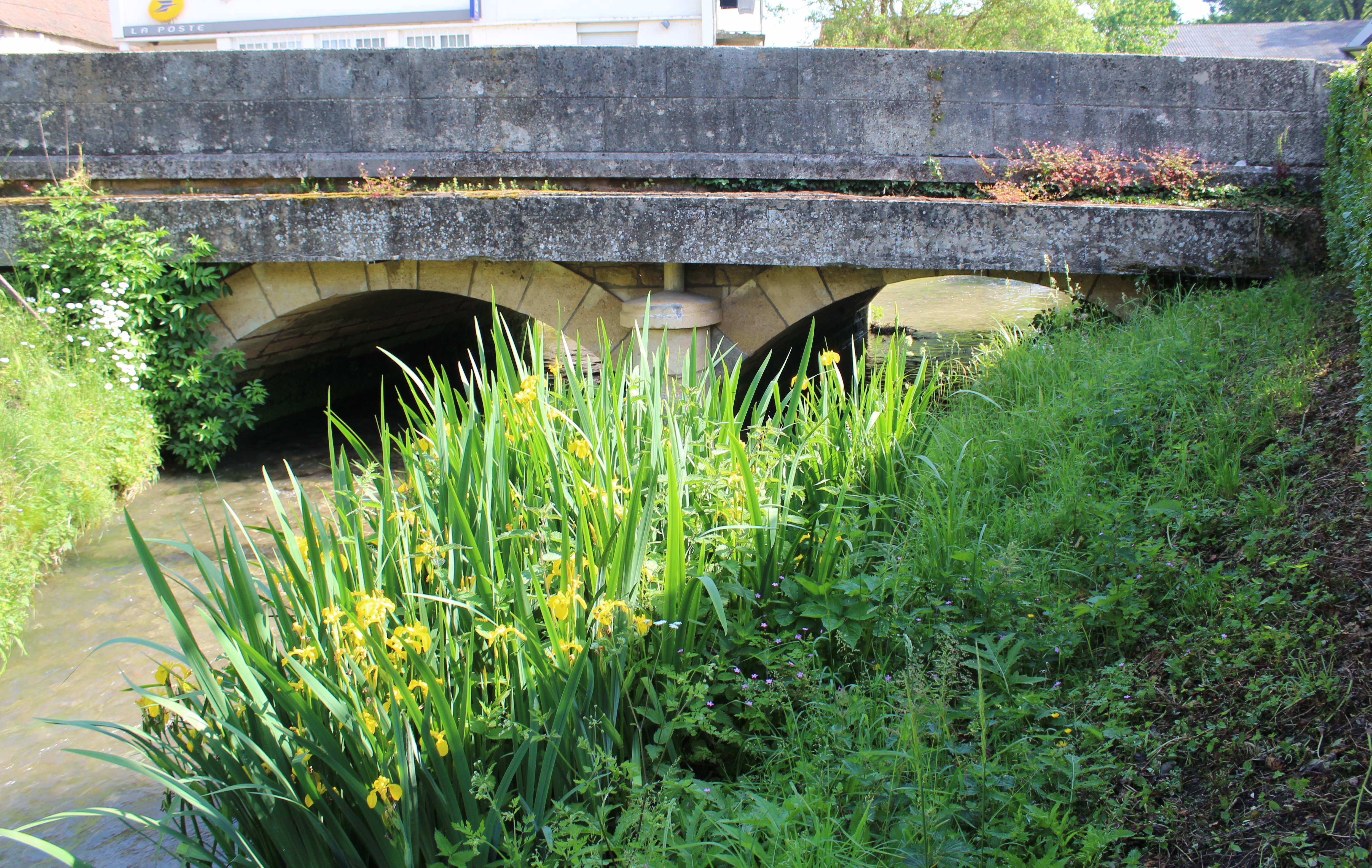
La Fieffe à Canaples.